# Val di Tires
La val di Tires (Tiersertal in tedesco) è una valle laterale della val d'Isarco dell'Alto Adige percorsa dal rio Bria, anche conosciuto come rio Tires. La valle ha inizio nei pressi dell'abitato di Prato all'Isarco (10 chilometri da Bolzano).
Nella valle è possibile trovare dolomia e porfido. Amministrativamente la valle è suddivisa tra i comuni di Tires, Fiè allo Sciliar e Cornedo all'Isarco.